# David Neville (hockey sur glace)
Pour l’article homonyme, voir David Neville.
David Neville (né le 2 mai 1908 à Hamilton (Ontario) et mort le 14 octobre 1991 à Westmount) est un joueur canadien de hockey sur glace. Lors des Jeux olympiques d'hiver de 1936, il remporte la médaille d'argent.

## Palmarès
- Médaille d'argent aux Jeux olympiques de Garmisch-Partenkirchen en 1936